# قصة الدراويش الأربعة
قصة الدراويش الأربعة (بالفارسية: قصة جهار درويش) أو الحديقة والعين (بالفارسية: باغ وبهار) هي مجموعة من القصص الرمزية التي كتبها أمير خسرو باللغة الفارسية في أوائل القرن الثالث عشر.
في حين تقول الأسطورة أن أمير خسرو كان المؤلف، إلا أن الحكايات كتبت بعد فترة طويلة من وفاته.[بحاجة لمصدر] تقول الأسطورة إن معلم أمير خسرو وولي الصوفية، نظام الدين أولياء، مرض. ولرفع معنوياته، بدأ أمير خسرو يروي له سلسلة من القصص على غرار ألف ليلة وليلة.

## الأسلوب
يُعتبر الكتاب في بعض النواحي مشابهًا لكتاب ألف ليلة وليلة في أسلوبه في تأطير القصص غير المكتملة وربطها مع بعضها البعض. الشخصية الرئيسة هي الملك آذاد بخت، الذي يصاب بالاكتئاب بعد التفكير في موته، فيخرج من قصره باحثًا عن الحكماء. يلتقي بأربعة دراويش في مقبرة، ويستمع إلى قصصهم الخيالية. يروي كل درويش قصته الخاصة، والتي تدور بشكل أساسي حول الحب والإخلاص في حياتهم الماضية. عندما ينتهي الدرويش الرابع من حكايته، يعلم الملك آزاد بخت فجأة أن إحدى زوجاته قد ولدت له ابنًا. غمره الفرح، وأمر بإقامة وليمة عظيمة. بمساعدة ملك الجن العظيم مالك شاهبال، يزوج آزادبخت جميع العشاق المنفصلين من بعضهم البعض، ومنهم: ابن التاجر اليمني مع أميرة دمشق، وأمير فارس مع أميرة البصرة، وأمير عجم مع أميرة فرنجو، وأمير نيمروز مع أميرة الجن، وأمير الصين مع ابنة الحاشية التي اختطفها مالك صادق. الجميع يحققون رغباتهم بسعادة.

## الترجمات
كُتبَت هذه القصص في الأصل باللغة الفارسية على يد أمير خسرو تحت عنوان قصة جهار درويش. ترجمها في البداية إلى الأردية مير حسين عطا تحسين بعنوان "نو طرزِ مُرصّع " (ويعني: "الأسلوب المزخرف الجديد") ولكن اللغة كانت أدبية صعبة القراءة والكتابة ولم يكن من السهل على عامة الناس الاستمتاع بها. في عام 1801، بدأت كلية فورت ويليام في كلكتا مشروعًا لترجمة الأدب الهندي. طلب السيد جون بورثويك جيلكريست، وهو باحث مشهور في الأدب، من مير أمان، وهو موظف في الكلية، أن يترجمها إلى اللغة الأردية. ترجم مير أمان الكتاب من الفارسية إلى الأردية العامية، تحت عنوان باغ أو بهار. وفي وقت لاحق، في عام 1857، أعاد دنكان فوربس ترجمتها إلى اللغة الإنجليزية. لا تزال ترجمة "مير أمان" تُعتبر عملًا كلاسيكيًّا من الأدب الأردي للغة اليومية الشائعة في ذلك الوقت.

## التكيفات
استندت الأفلام الهندية تشار درويش (1933) للمخرج برافولا غوش وتشار درويش (1964) للمخرج هومي واديا على القصص.

## طالع أيضًا
- ألف ليلة وليلة
- حمزة نامه
- الأدب الفارسي
- بختيار نامه
- عجائب البخت في قصة الإحدى عشر وزيرا وابن الملك آذار بخت

## روابط خارجية
- باغ وبهار ، أو حكايات الدراويش الأربعة على الإنترنت
- باغ وبهار للتحميل